# Hans-Peter Repnik

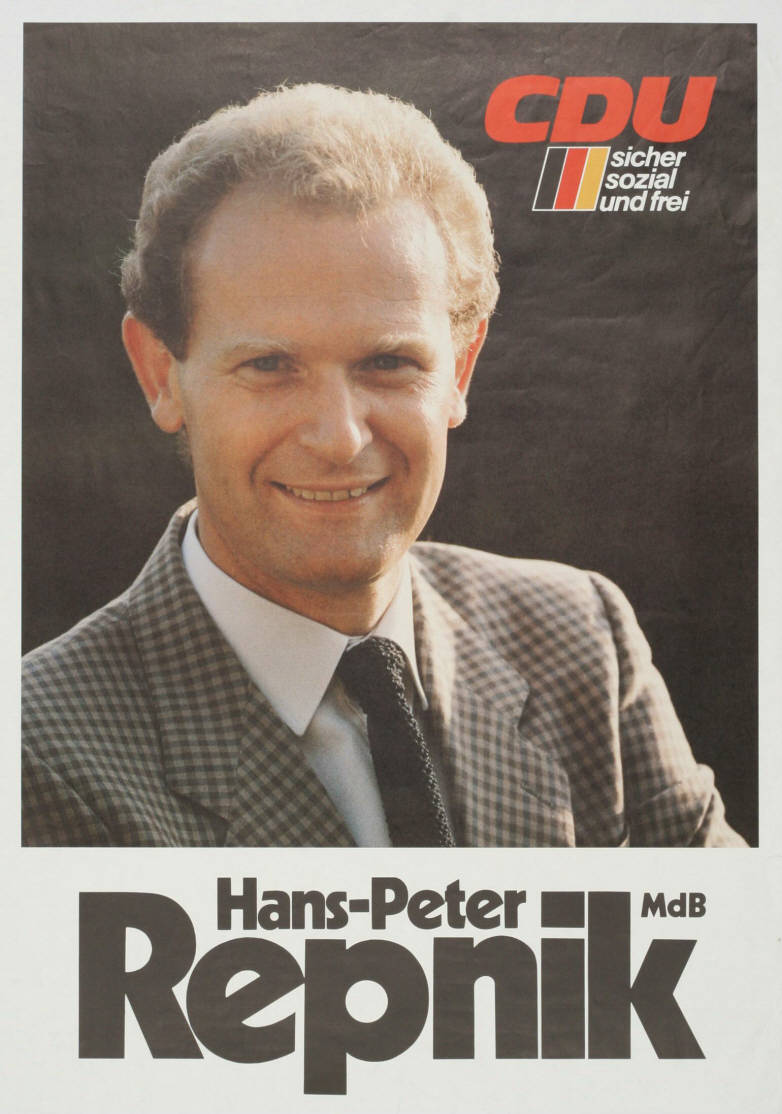
Kandidatenplakat zur Bundestagswahl 1983

Hans-Peter Repnik (* 27. Mai 1947 in Konstanz; † 5. April 2025 in Singen) war ein deutscher Politiker der CDU. Er war von 1989 bis 1994 Parlamentarischer Staatssekretär beim Bundesminister für wirtschaftliche Zusammenarbeit und Entwicklung. Zwischen 1980 und 2005 Mitglied des Deutschen Bundestags, war er von 1998 bis 2002 Erster Parlamentarischer Geschäftsführer der CDU/CSU-Fraktion. Von 2010 bis 2012 war Repnik Mitglied und Vorsitzender des Rates für Nachhaltige Entwicklung.

## Ausbildung und Beruf
Repnik wurde als Sohn eines Schmiedemeisters, der nach dem Zweiten Weltkrieg als Heimatvertriebener aus Slowenien nach Westdeutschland kam, geboren. Nach dem Abitur 1966 an der Wirtschaftsoberschule Konstanz leistete Repnik zunächst seinen Wehrdienst ab und absolvierte anschließend ab 1969 ein Studium der Rechts- und Staatswissenschaften an der Albert-Ludwigs-Universität Freiburg, welches er 1973 mit dem ersten und 1976 mit dem zweiten juristischen Staatsexamen beendete. Danach war er bis 1978 persönlicher Referent des Finanzministers von Baden-Württemberg. Anschließend war er bis 1980 als Oberregierungsrat parlamentarischer Berater im Landtag von Baden-Württemberg.
Repnik war Vorstandsvorsitzender des Dualen System Deutschlands (DSD) von 2002 bis zu dessen Übernahme durch den Investor KKR im März 2005.
Hans-Peter Repnik war verheiratet und hatte zwei Töchter. Sein Bruder Friedhelm Repnik war Sozialminister des Landes Baden-Württemberg.

## Politische Tätigkeit
Repnik engagierte sich zunächst in der Jungen Union, deren Bezirksvorsitzender in Südbaden er von 1973 bis 1976 war. Von 1991 bis 2001 war Repnik Vorsitzender des CDU-Bezirksverbandes Südbaden und Mitglied im Präsidium der CDU in Baden-Württemberg. Von 1992 bis 2002 gehörte er außerdem dem CDU-Bundesvorstand an.
Von 1980 bis 2005 war Repnik Mitglied des Deutschen Bundestages. Hier war er von 1985 bis 1989 Vorsitzender der Landesgruppe Baden-Württemberg in der CDU/CSU-Bundestagsfraktion. Von 1994 bis 1998 war Repnik stellvertretender Vorsitzender und von 1998 bis 2002 Erster Parlamentarischer Geschäftsführer der CDU/CSU-Fraktion.
Anlässlich einer Kabinettsumbildung wurde Repnik am 21. April 1989 als Parlamentarischer Staatssekretär beim Bundesminister für wirtschaftliche Zusammenarbeit in die von Bundeskanzler Helmut Kohl geführte Bundesregierung berufen. Nach der Bundestagswahl 1994 schied er am 17. November 1994 aus dem Amt.
Hans-Peter Repnik zog stets als direkt gewählter Abgeordneter des Bundestagswahlkreises Konstanz in den Bundestag ein.

## Sonstige Ämter, Ehrungen und Auszeichnungen
Hans-Peter Repnik war von 2010 bis 2012 Vorsitzender des Rates für Nachhaltige Entwicklung, war ehrenamtliches Beiratsmitglied des Arnold-Bergstraesser-Institut für kulturwissenschaftliche Forschung in Freiburg sowie ehrenamtliches Vorstandsmitglied der Deutschen Stiftung Weltbevölkerung. Außerdem war er langjähriges ehrenamtliches Vorstandsmitglied der Konrad-Adenauer-Stiftung.
Für sein politisches Engagement wurde Hans-Peter Repnik 2007 vom baden-württembergischen Ministerpräsidenten Günther Oettinger mit der Verdienstmedaille des Landes Baden-Württemberg geehrt.

## Kabinette
- Kabinett Kohl III – Kabinett Kohl IV